# Montezuma (Costa Rica)
Montezuma ist ein Dorf an der Küste des Pazifischen Ozeans in der Provinz Puntarenas in Costa Rica. Das Dorf ist für seine Yogakurse und modernen Rastafaris bekannt. Einheimische nennen es deshalb auch liebevoll Montefuma. Aufgrund seiner Natur werden in und um das Dorf mehrere Freiwilligenprogramme angeboten. So können Teilnehmer sich dem Schutz von Schildkröten widmen oder Strände und Regenwald von Abfall säubern. In Montezuma lebten die Naturschützer Karen Mogensen und Nils Olof Wessberg. Durch den unermüdlichen Einsatz der beiden wurde 1963 das Cabo-Blanco-Naturreservat gegründet, als erstes Naturschutzgebiet Costa Ricas.

## Geographie
Gelegen an der Südspitze der Nicoya-Halbinsel zieht sich das Dorf über mehrere Kilometer an einer schroffen Küste entlang, deren kleine felsige Landspitzen die Buchten und Sandstrände voneinander trennen. Etwa 7 Kilometer nördlich des Dorfes erstreckt sich der bei Surfern beliebte Playa Grande. In der Nähe des Dorfes und umgeben von Dschungel liegen die Montezuma-Wasserfälle, die Naturschwimmbecken beherbergen. Rund 9 Kilometer südlich von Montezuma befindet sich Costa Ricas ältestes Naturschutzgebiet Cabo Blanco.

## Geschichte
Ursprünglich war das Dorf von Fischerei geprägt. Heute ist es ein beliebtes Reiseziel für Rucksack- und Ökotouristen.

## Galerie

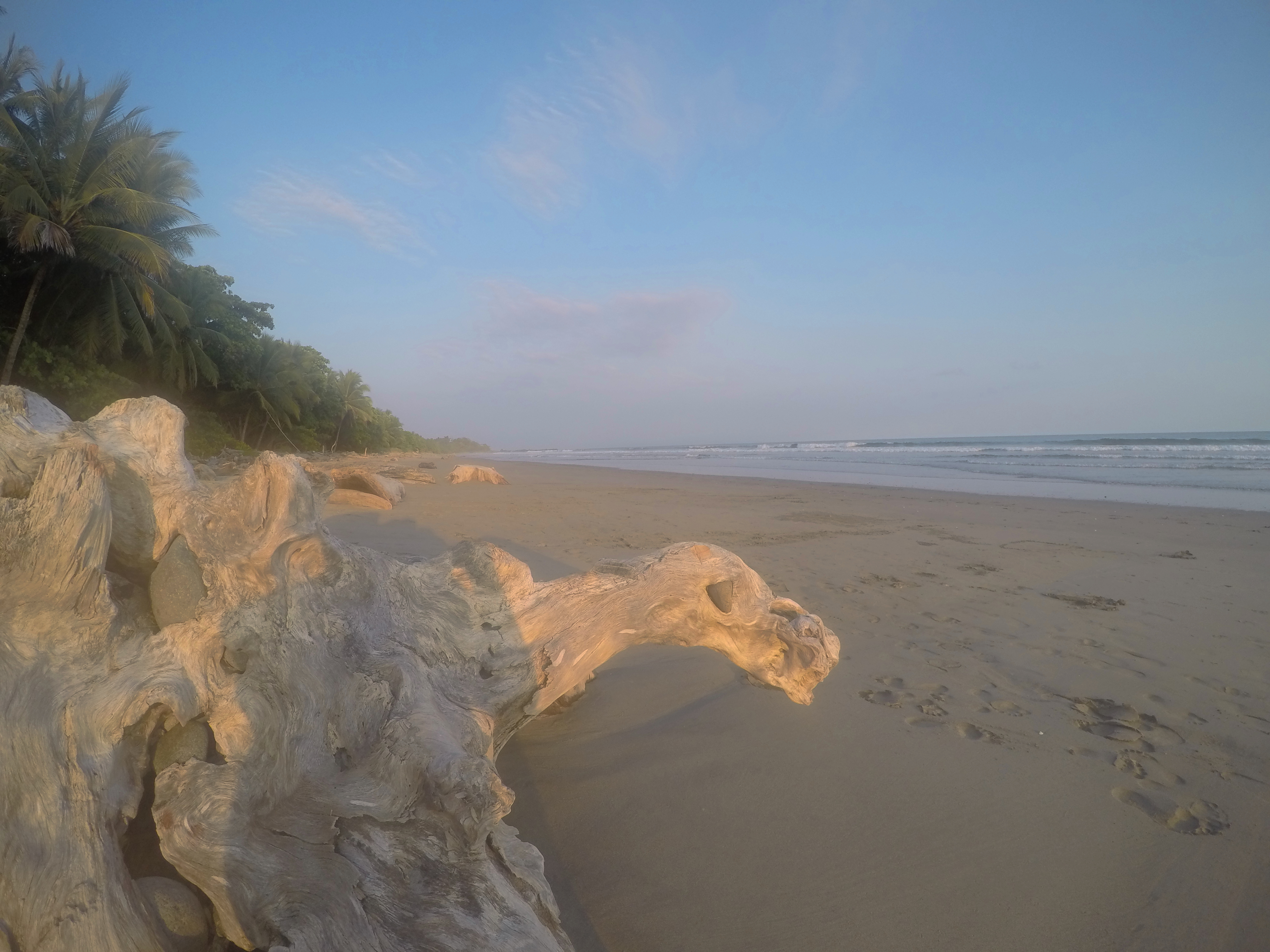
Playa Grande, 7 Kilometer nördlich von Montezuma
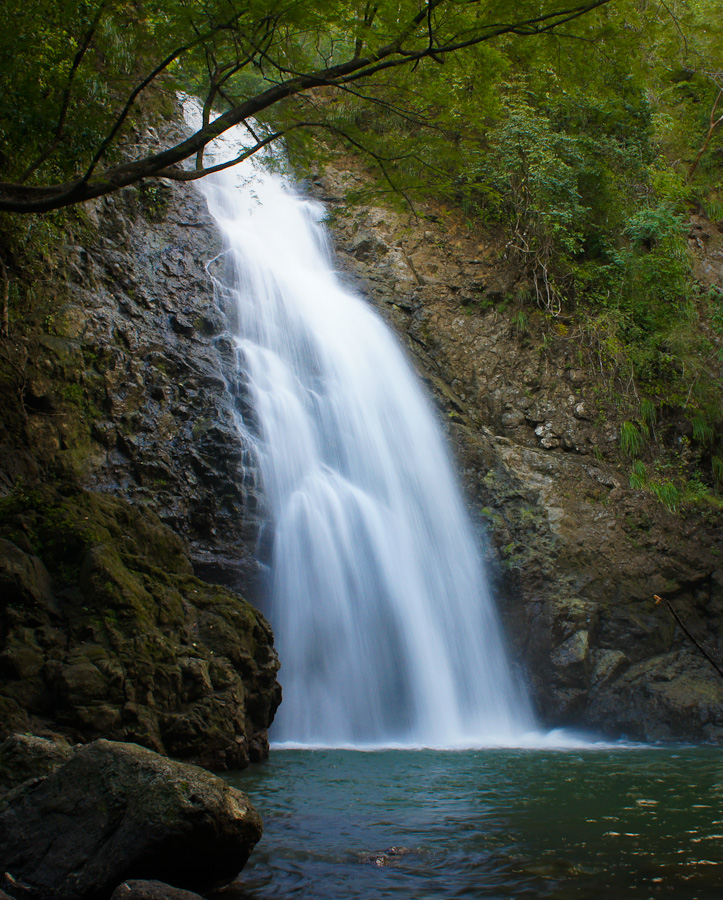
Wasserfall bei Montezuma
Strand in Montezuma